# Missioni spagnole in Georgia

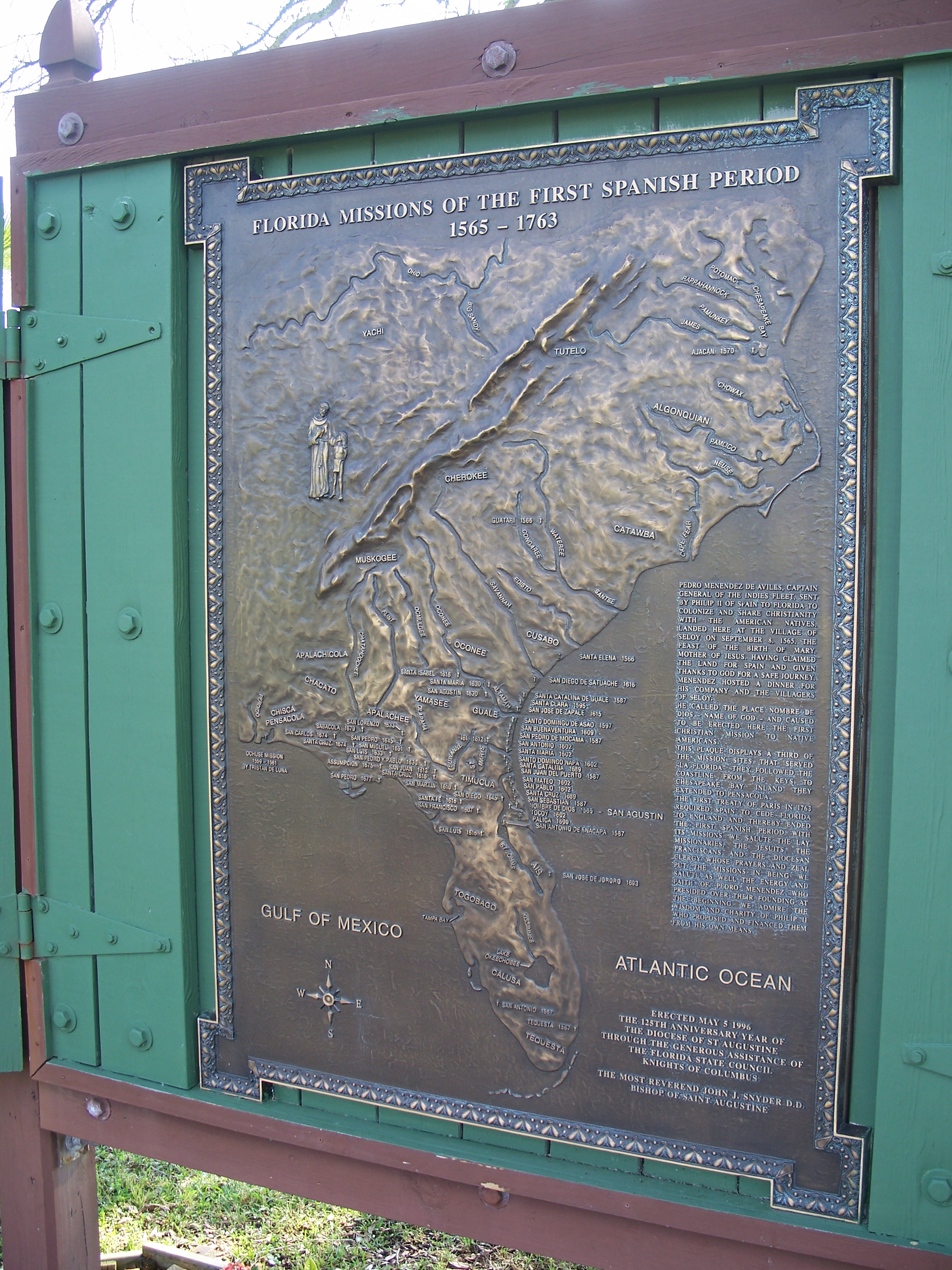
Una placca bronzea mostra i luoghi di fondazione delle missioni religiose spagnole in Georgia tra il 1565 ed il 1763

Le missioni spagnole in Georgia comprendono una serie di avamposti religiosi stabiliti dai cattolici spagnoli di modo da diffondere la dottrina cristiana tra i nativi americani. Il capitolo spagnolo della Georgia fu il più antico della storia coloniale americana e dominò l'era delle missioni, estendendosi quasi senza sosta dal 1568 al 1684. Le missioni spagnole furono inoltre il primo sistema con cui i nativi americani vennero assimilati ai coloni spagnoli.

## Elenco delle missioni
- Missione di San Pedro y San Pablo de de Puturibato (1595–1597), presso Cumberland Island
- San Buenaventura de Guadalquini (1605–1684), presso St. Simons Island
- Mission di San Diego de Satuache (ca. 1610-1663), presso la foce del fiume Ogeechee
- Mission di San Joseph de Sapala (ca. 1605-1684), presso Sapelo Island
- San Lorenzo de Ibihica (ca. 1620-1656), presso Folkston
- San Pedro de Mocama (1587-ca. 1660), presso Cumberland Island
- Missione di San Phelipe de Alave (ca. 1610-ca. 1670), a nord del fiume Newport
- Missione di San Phelipe II (ca. 1670-1684), presso Cumberland Island
- Santa Catalina de Guale (1602–1702), presso St. Catherines Island, Sapelo Island e Amelia Island
- Mission di Santa Clara de Tupiqui/Espogache (1595-ca. 1670), presso il fiume Sapelo
- Mission di Santa Cruz de Cachipile (ca. 1625-1657), presso Valdosta
- Santa Isabel de Utinahica (ca. 1610-ca. 1640), presso la biforcazione del fiume Altamaha
- Missione di Santa Maria de los Angeles de Arapaja (ca. 1625-1657), presso il fiume Alapaha
- Missione di Santiago de Oconi (ca. 1620-1656), presso la palude di Okefenokee
- Missione di Santo Domingo de Asao/Talaje (1595–1661), alla foce del fiume Altamaha
- Missione di Santo Domingo de Asao/Talaje II (1661–1684), presso St. Simons Island
- Missione di Talapo (1595–1597), presso Sapelo Island
- Missione di Tolomato (1595–1597), presso St. Catherines Island